# Тенофовір/Емтрицитабін

Структурна формула тенофовіру

Структурна формула емтрицитабіну

Тенофовір/Емтрицитабін (міжнародна транскрипція TDF/FTC або TVD) — комбінований противірусний препарат, до складу якого входять два препарати — тенофовір та емтрицитабін, які обидва належать до групи нуклеозидних інгібіторів зворотньої транскриптази.

## Фармакологічні властивості
Тенофовір/Емтрицитарабін — синтетичний комбінований противірусний препарат з групи нуклеозидних інгібіторів зворотньої транскриптази. Механізмом дії обох компонентів препарату є перетворення на фосфорильовані похідні, що конкурентно блокують фермент вірусу ВІЛ — зворотню транскриптазу та вибірково інгібують реплікацію вірусної ДНК. Тенофовір та емтрицитабін мають також слабку здатність інгібувати α-, β- та γ-ДНК-полімерази людини. Обидва компоненти препарату є активними до вірусу імунодефіциту людини та вірусу гепатиту B, тому препарат застосовується при поєднаній інфекції ВІЛ та вірусного гепатиту B.

### Фармакокінетика
Тенофовір/Емтрицитабін при прийомі всередину швидко всмоктується, максимальна концентрація в крові досягається в середньому протягом 1 години. Біодоступність після перорального прийому емтрицитабіну становить 92%, біодоступність тенофовіру становить 25—45%. В клітинах обидві складові препарату фосфорилюються до активних похідних — емцитарабіну 5-трифосфату та тенофовіру дифосфату, що мають подовжений час напіввиведення з клітин (відповідно 39 та 60 годин). Обидві складові препарату проникають через гематоенцефалічний бар'єр, проникають через плацентарний бар'єр та виділяється в грудне молоко. Препарат в незначній кількості метаболізується в печінці з утворенням неактивних метаболітів. Виводяться тенофовір та емтрицитабін переважно нирками у незміненому вигляді, період напіввиведення тенофовіру з плазми становить 17 годин, період напіввиведення емтрицитарабіну з плазми становить 10 годин. У осіб з порушенням функції нирок період напіввиведення обох складових препарату може збільшуватись.

## Показання до застосування
Тенофовір/емтрицитабін застосовуються для лікування ВІЛ-інфекції у дорослих у складі комбінованої терапії. Монотерапія препаратом не застосовується у зв'язку з швидким розвитком резистентності вірусу ВІЛ до препарату. Тенофовір/емтрицитабін не рекомендований для лікування вірусного гепатиту В.

## Побічна дія
При застосуванні тенофовіру/емтрицитарабіну можливі наступні побічні ефекти:
- З боку шкірних покривів — часто (1—10%) висипання на шкірі, свербіж шкіри, гіперпігментація шкіри, кропив'янка, алергічні реакції; нечасто (0,1—1%) набряк Квінке.
- З боку травної системи — дуже часто (більше 10%) нудота, діарея; часто (1—10%) блювання, біль в животі; нечасто (0,1—1%) метеоризм, зниження апетиту, панкреатит; рідко (0,01—0,1%) гепатит.
- З боку нервової системи — дуже часто (більше 10%) головний біль, запаморочення; часто (1—10%) безсоння та аномальні сновидіння.
- З боку опорно-рухового апарату — нечасто (0,1—1%) слабкість у м'язах, міонекроз; рідко (0,01—0,1%) міопатії, остеонекроз.
- З боку сечовидільної системи — нечасто (0,1—1%) протеїнурія; рідко (0,01—0,1%) гостра ниркова недостатність, синдром Фанконі, гострий тубулярний некроз, інтерстиціальний нефрит, гострий нефрит, нефрогенний нецукровий діабет.
- Інші побічні ефекти — рідко (0,01—0,1%) ліподистрофія, лактатацидоз, задишка.
- Зміни в лабораторних аналізах — дуже часто (більше 10%) гіпофосфатемія, підвищення рівня креатинфосфокінази; часто (1—10%) нейтропенія, гіперглікемія, гіпертригліцеридемія, підвищення рівня активності амінотрансфераз в крові, підвищення рівня активності амілази в крові, підвищення рівня білірубіну в крові; нечасто (0,1—1%) анемія, підвищення рівня креатиніну в крові, гіпокаліємія, глюкозурія.

Під час проведення комбінованої антиретровірусної терапії у хворих зростає імовірність лактатацидозу та гепатонекрозу. При проведенні ВААРТ у хворих зростає імовірність розвитку гіпертригліцеридемії, гіперхолестеринемії, інсулінорезистентності, гіперглікемії та гіперлактемії. У хворих, що мають поєднану інфекцію вірусами ВІЛ та вірусу гепатиту B при відміні препарату можуть розвиватися миттєве загострення гепатиту зі значним підвищенням рівня активності трансаміназ та імовірним розвитком печінкової недостатності. Під час проведення ВААРТ зростає імовірність синдрому відновлення імунної системи із загостренням латентних інфекцій та загострення вірусного гепатиту B.

## Протипокази
Тенофовір/емцитарабін протипоказаний при підвищеній чутливості до компонентів препарату. Препарат не рекомендований для лікування дітей. З обережністю застосовують препарат при вагітності. Під час прийому препарату рекомендується припинити годування грудьми. Препарат не рекомендується застосовувати при нирковій недостатності.

## Форми випуску
Тенофовір/емтрицитабін випускається у вигляді таблеток по 0,2 г. емтрицитабіну та 0,3 г. тенофовіру.